# مهدی حائری تهرانی
مهدی حائری تهرانی (زاده ۱۳۰۴ - درگذشته ۱۳۷۹) روحانی و مجتهد شیعه ایرانی بود. 

## تحصیلات
وی علوم مقدماتی را نزد پدرش فرا گرفت. سال‌های بعد در قم و تهران، تحصیلات خود را ادامه داد. در تهران از محضر اساتیدی همچون محمد حسین زاهد، سید صدرالدین جزایری، میرزا محمدباقر آشتیانی و میرزا مهدی آشتیانی استفاده کرد.
در سال ۱۳۲۷، برای طی مدارج علمی و استفاده از علمای حوزه علمیه قم، عازم شهر قم شد.
در سال ۱۳۳۵، به نجف رفت و در حوزه علمیه آنجا از سید جمال‌الدین گلپایگانی و سید عبدالهادی شیرازی اجازه اجتهاد دریافت نمود و از آقا بزرگ تهرانی نیز اجازه نقل روایت گرفت.
وی همزمان با تحصیل علوم حوزوی، تحصیلات دانشگاهی خود را نیز با ورود به دانشکده الهیات و معارف اسلامی ادامه داد و موفق به اخذ مدرک دکتری در همین رشته شد.

## اساتید
- عبدالرحیم بروجردی
- سید محمدرضا گلپایگانی
- مرعشی نجفی
- مرتضی حایری یزدی
- محمدعلی اراکی
- سید محمدحسین طباطبایی
- خمینی

## درگذشت
وی در روز جمعه ۳۰ دی ۱۳۷۹ / ۲۴ شوال ۱۴۲۱ در اثر سکته قلبی در تهران درگذشت و در قبرستان شیخان قم به خاک سپرده شد.

## خدمات اجتماعی
- تأسیس و تکمیل کتابخانه
- تأسیس کتابخانه مدرسه حجتیه قم با دستور حجت
- تأسیس کتابخانه‌های بنیاد فرهنگی امام مهدی
- تأسیس کتابخانه‌ای در کنار دبیرستان دین و دانش قم
- تأسیس کتابخانه تخصصی ولی عصر
- تأسیس کتابخانه حائری تهرانی در مدرسه علمیه بقیةالله در مشهد
- تأسیس کتابخانه بنیاد فرهنگی امام مهدی در مشهد[۳]
- فعالیت در امور مدارس علوم دینی
- تأسیس مدرسه فاطمیه قم
- تجدید بنای مدرسه رضویه قم
- تأسیس مدرسه امام مهدی
- تأسیس مدرسه امام باقر و مدرسه بقیةالله در مشهد
- تجدید بنای مدرسه حاج شیخ فضل‌الله نوری در تهران
- مراکز خیریه
- تأسیس بیمارستان امام سجاد در شهرک کاروانِ تهران
- احداث ۵۰۰ واحد مسکونی برای استفاده افراد محروم در شرق تهران
- ایجاد مرکز خیریه مسجد الغدیر
- مؤسسه خیریه امام سجاد و بنیاد حمایت از بیماران جزامی در مسجد ارگ
- بنیاد ازدواج کوثر در مشهد
- صندوق‌های قرض الحسنه متعدد

## آثار
- تاریخ علوم قرآن
- تاریخ فقه
- تاریخ ادیان
- تاریخ فلسفه
- تاریخ و سیر کتابخانه
- یک دوره فقه برای تربیت معلم و مبلغ تهران
- یک دوره اصول لفظیه و عقلیه برای تربیت معلم و مبلغ تهران
- یک دوره فلسفه و حکمت نظری و عملی برای تربیت معلم و مبلغ تهران
- یک دوره درس اخلاق نظری و عملی
- یک دوره درس علوم قرآن
- بنیادهای اخلاق اسلامی
- شخصیت انسان از نظر قرآن و عترت
- اصول عقاید و آفریدگار جهان
- راز خوشبختی
- پندهای معصومین
- منتخب ادعیه و زیارات
- بشارات غیبی
- اخلاق از نظر قرآن
- تقریرات دروس بروجردی
- تقریرات دروس امام خمینی
- تقریرات دروس علامه طباطبایی